# Suturoglypta blignautae
Suturoglypta blignautae là một loài ốc biển, là động vật thân mềm chân bụng sống ở biển trong họ Columbellidae.

## Miêu tả
Its shell size is 11.2 mm

## Phân bố
Loài này có ở South Africa.